# بارك جونغ أه
بارك جونغ أه (بالكورية: 박정아)‏ هي مغنية وممثلة وفنانة ودي جي راديو كورية جنوبية، ولدت يوم 24 فبراير 1981 في يونغتشون في كوريا الجنوبية.

## روابط خارجية
- بارك جونغ أه على موقع IMDb (الإنجليزية)
- بارك جونغ أه على موقع ميوزك برينز (الإنجليزية)
- بارك جونغ أه على موقع قاعدة بيانات الفيلم (الإنجليزية)